# I'll Show You
I'll Show You è un singolo del cantante canadese Justin Bieber, pubblicato il 2 novembre 2015 come terzo estratto dal quarto album in studio Purpose.

## Descrizione
Il brano è stato scritto da Michael Tucker, Josh Gudwin, Sonny Moore, Theron Feemster e Justin Bieber.

## Video musicale
Il videoclip è stato pubblicato il 2 novembre 2015 ed è stato girato in Islanda, ambientato in diversi paesaggi naturali come fiumi e cascate (vengono inquadrate anche le cascate Seljalandsfoss e Skógafoss).

## Tracce
1. I'll Show You – 3:19

## Classifiche
| Classifica (2015) | Posizione massima |
| ----------------- | ----------------- |
| Australia         | 16                |
| Austria           | 35                |
| Belgio (Fiandre)  | 38                |
| Belgio (Vallonia) | 41                |
| Canada            | 8                 |
| Danimarca         | 8                 |
| Francia           | 57                |
| Germania          | 45                |
| Italia            | 28                |
| Norvegia          | 9                 |
| Nuova Zelanda     | 5                 |
| Paesi Bassi       | 7                 |
| Spagna            | 22                |
| Stati Uniti       | 19                |
| Svezia            | 12                |
| Svizzera          | 40                |